# 白山神社 (仙台市)
白山神社（はくさんじんじゃ）は、仙台市若林区木ノ下にある神社。
日本各地に数ある白山神社の一つで、陸奥国分寺の境内にある。木ノ下白山神社（きのしたはくさんじんじゃ）とも呼び習わす。戦国時代に国分氏の尊崇を受け、江戸時代にもその旧臣の奉仕を受けた。近代社格制度では郷社。本殿は宮城県指定有形文化財である。

## 祭神
- 伊弉諾尊
- 伊弉冉尊
- 菊理媛神

各地の白山神社は菊理媛神を祀り、石川県（加賀国）の白山比咩神社を総本社とするとされるが、木ノ下で祭られるようになったいきさつは不明である。江戸時代には、本来志波彦神社だったのが、元の名が忘れられていつの間にか変わったという説もあった。

## 歴史
伝えによれば、陸奥国分寺の創建以前から祀られ、寺の創建に際して土地を貸した神という。文治5年（1189年）の奥州合戦で国分寺とともに全焼したとも伝えるが、実際にどこまで遡るかは定かでない。
史料に現れるのは江戸時代以降だが、戦国時代にこの地方の領主である国分氏の保護下にあったことが確実である。国分能登守（国分宗政）が再建したとも、国分盛重が天正年間（16世紀後葉）に再建したともいう。
その関係で、江戸時代を通じて白山神社の祭礼には仙台藩領の各地に住む武士や百姓身分の国分氏旧臣と、仙台の国分町、二日町の町人が奉仕した。両町は、仙台の建設時に陸奥国分寺・白山神社付近から仙台に移転したと伝えられ、白山神社を町の氏神にしていた。3月3日のぼんぼこ祭の祭礼神事の中心は旧臣が馬を走らせながら的を矢で射る流鏑馬であった。祭りは翌日の国分寺の祭礼と一体化して、見世物、興行が出て人を集めた。
明治4年（1871年）7月に郷社になった。明治初めに仙台とその近辺に県社以上の神社はなく、郷社は白山神社だけであったが、後に新設の青葉神社が県社に指定された。

## 江戸時代の祭礼
江戸時代に白山神社は3月3日が祭礼日で、この日にあわせて遠くから国分氏の旧臣が集まり、それぞれ定められた勤めを果たした。祭礼の進行は国分寺の僧が取り仕切った。
神事の中心は流鏑馬であった。江戸時代中期に書かれた『奥羽観蹟聞老志』によれば、騎射の士は森田氏、北目氏、鶴谷氏、的司（まとづかさ）は堀江氏で、いずれも国分氏の旧臣である。彼らは2月25日から精進をはじめ、東溟浜で海に入って身を清めてから、陸奥国分寺の馬場本坊に入って斎戒につとめた。
的板取は下愛子村から2人が出て代々勤めた。『安永風土記書出』によれば、下愛子村の百姓五郎左衛門と与之助が、白山御神事の御的板取を代々勤める役柄で、やはり毎年2月25日から精進に入り、3月3日朝、帯刀で陸奥国分寺の学頭坊に入り、翌4日まで勤めた。また、長喜城村の矢取屋敷に住む百姓の権兵衛と、荒井村の矢取屋敷に住む百姓の半三郎が、先祖代々矢取を務めていた。彼らも3日当日帯刀で神事に奉仕した。
神事のはじめには国分氏旧臣の高橋氏が祝詞をよみ、堀江氏が的司として金扇をあげて合図した。すると3騎が出て次々と的を射た。的ははじめ鹿の首だったが、後に檜の板になった。
流鏑馬が終わると、使い終わった的を仙台南郊の長町（ながまち）と東郊の原町（はらのまち）の若者が集団で奪いあう「的ばやい」という行事が行われた。的をとったほうが豊作になると言われた。
この取り合いの後、僧と神人は国分寺薬師堂に移り、僧は鎧を着て白刃を抜いて太平楽を舞い、神人は仮面を付けて竜王（陵王）、納蘇里（納曽利）などを舞った。
祭には多くの人出があり、見世物や物売りの出店が連なって大変な賑わいであったという。伊達忠宗をはじめとする藩主も時折り訪れた。藩主には寺社の保護・参詣が半ば義務的な行事としてあり、儀式への参加、関係者の饗応、献上物などをともなったが、白山神社の祭礼に関してはそうしたことがなく、純粋に見物に来たようである。仙台城下は原則として芝居や相撲の興行が禁止されていたが、6つの御神事場だけは期間限定で許されており、白山神社がその1つであった。
流鏑馬は昭和40年頃（1960年代半ば）まで続いたが、今では行われていない。

## 社殿

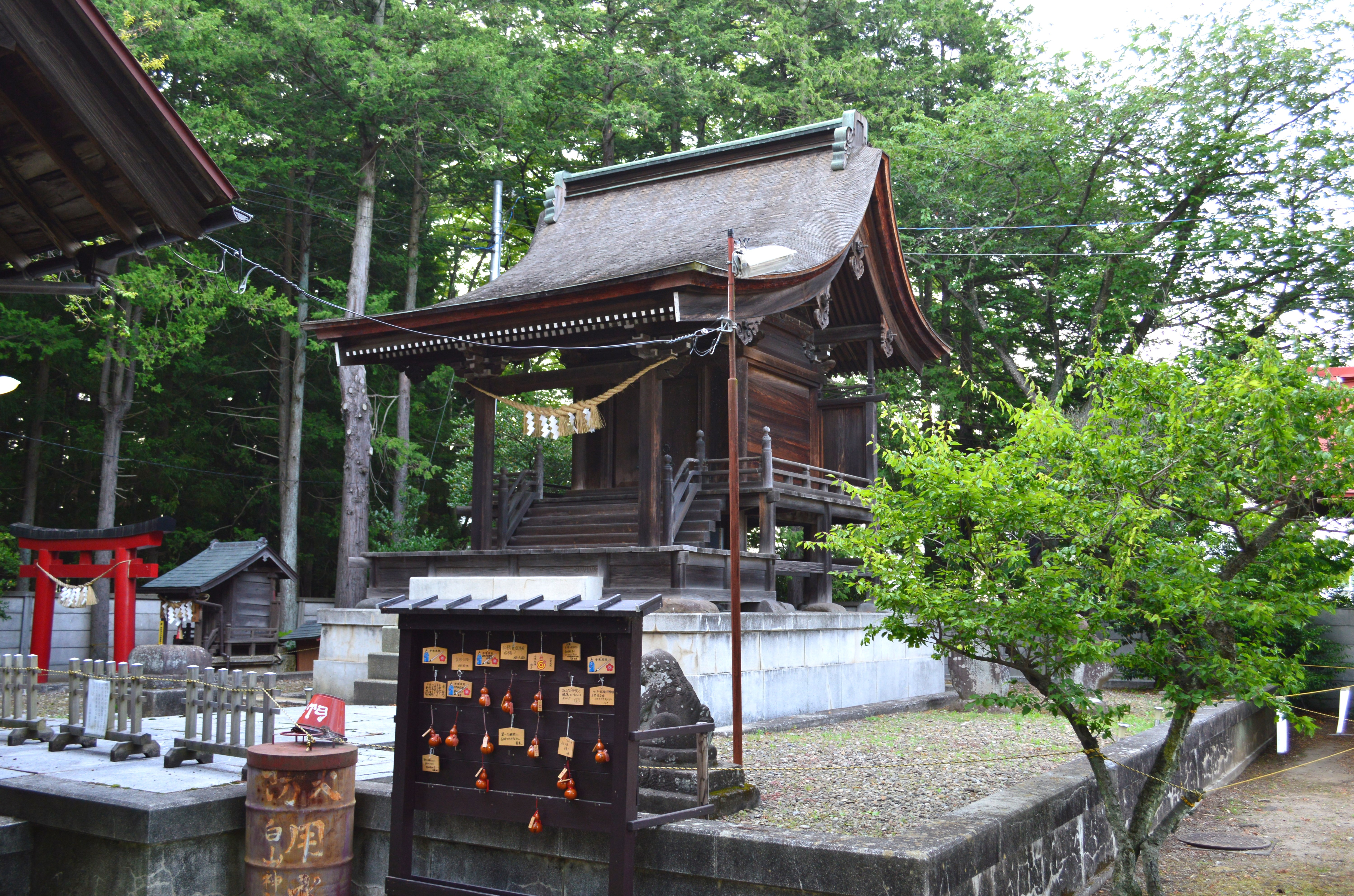
本殿（宮城県指定文化財）

現在の本殿は、伊達忠宗が寛永17年（1640年）に建てたもの。昭和42年（1967年）に解体修理が実施された。杮葺の屋根が大きく反った一間社流造で、正面と左右の三方に縁、正面に向拝（こうはい）と浜床が付く。昭和30年（1955年）3月25日に宮城県の有形文化財に指定された。本殿の位置は江戸時代初期に現在地付近にあったが、その後近くを移動したらしい。一時期陸奥国分寺の七重塔の跡にもあった。
本殿の前方に切妻造平入の拝殿があり、昭和後半（20世紀後半）には本殿と拝殿をつなぐ幣殿があったが、後に取り払われた。
本殿、拝殿の左右に合祀される小さな社が並ぶ。左には須賀神社、八幡宮、雷神宮が正面からみて右向きに並び、奥には正面向きで稲荷神社がある。右奥には正面向きで天満宮がある。

## 文化財
- 白山神社本殿 - 宮城県指定有形文化財。
- 舞楽面2面（陵王・納曽利） - 例祭に奉納される舞楽で付けられる木製の舞楽面。『奥州名所図会』にも「その形姿、甚だ古雅なり」と紹介され、山形県の立石寺から分けられたもので行基の作と伝えられるが、実際は室町時代から江戸時代初めにかけて制作されたものと見られている。一部の欠損や表面の剥落、後補等が見られるものの、伝世の舞楽面としては仙台市内に残された唯一のものであることから、平成14年（2002年）2月7日に市の有形文化財に指定された[13]。

## 年表
- 寛永17年（1640年） - 伊達忠宗が社殿を建立。
- 文化8年（1811年） - 雷電為右衛門が白山神社で相撲興行[14]。
- 明治4年（1871年）4月 - 郷社に列格。
- 1882年（明治15年）4月20日（旧暦3月3日） - 白山神社祭礼。この年の的ばやいでは原町が勝つ[15]。
- 1955年（昭和30年）3月25日 - 本殿が宮城県指定有形文化財に指定された。
- 1962年（昭和42年） - 本殿腐朽のため解体修理[16]。